# Uvariastrum neglectum
Uvariastrum neglectum är en kirimojaväxtart som beskrevs av Jorge Américo Rodrigues Paiva. Uvariastrum neglectum ingår i släktet Uvariastrum och familjen kirimojaväxter. Inga underarter finns listade i Catalogue of Life.